# 駐日バングラデシュ大使館
駐日バングラデシュ大使館（ちゅうにちバングラデシュたいしかん、ベンガル語: জাপানে বাংলাদেশ দূতাবাস、英語: Embassy of Bangladesh in Japan）は、バングラデシュが日本の首都東京に設置している大使館である。在東京バングラデシュ大使館（ベンガル語: টোকিওতে বাংলাদেশ দূতাবাস、英語: Embassy of Bangladesh in Tokyo）とも。

## 沿革
1971年12月16日、東パキスタンがバングラデシュとしてパキスタンからの独立を宣言。バングラデシュ独立戦争終結後の1972年2月10日、日本がバングラデシュを主権国家として承認し、同年3月3日に大使館が開設された。
2022年2月10日、バングラデシュ大使館が東京都内で「日・バングラデシュ外交関係樹立50周年」祝賀レセプションを主催して、岸田文雄内閣総理大臣とシェイク・ハシナ首相がビデオメッセージを寄せたほか、本田太郎外務大臣政務官が日本側の主賓として出席した。

## 所在地
| 日本語 | 〒102-0094 東京都千代田区紀尾井町3-29     |
| 英語   | 3-29, Kioicho, Chiyoda-ku, Tokyo 102-0094 |

## 大使
2025年1月23日より、ムハンマド・ダウド・アリが特命全権大使を務めている

## ギャラリー

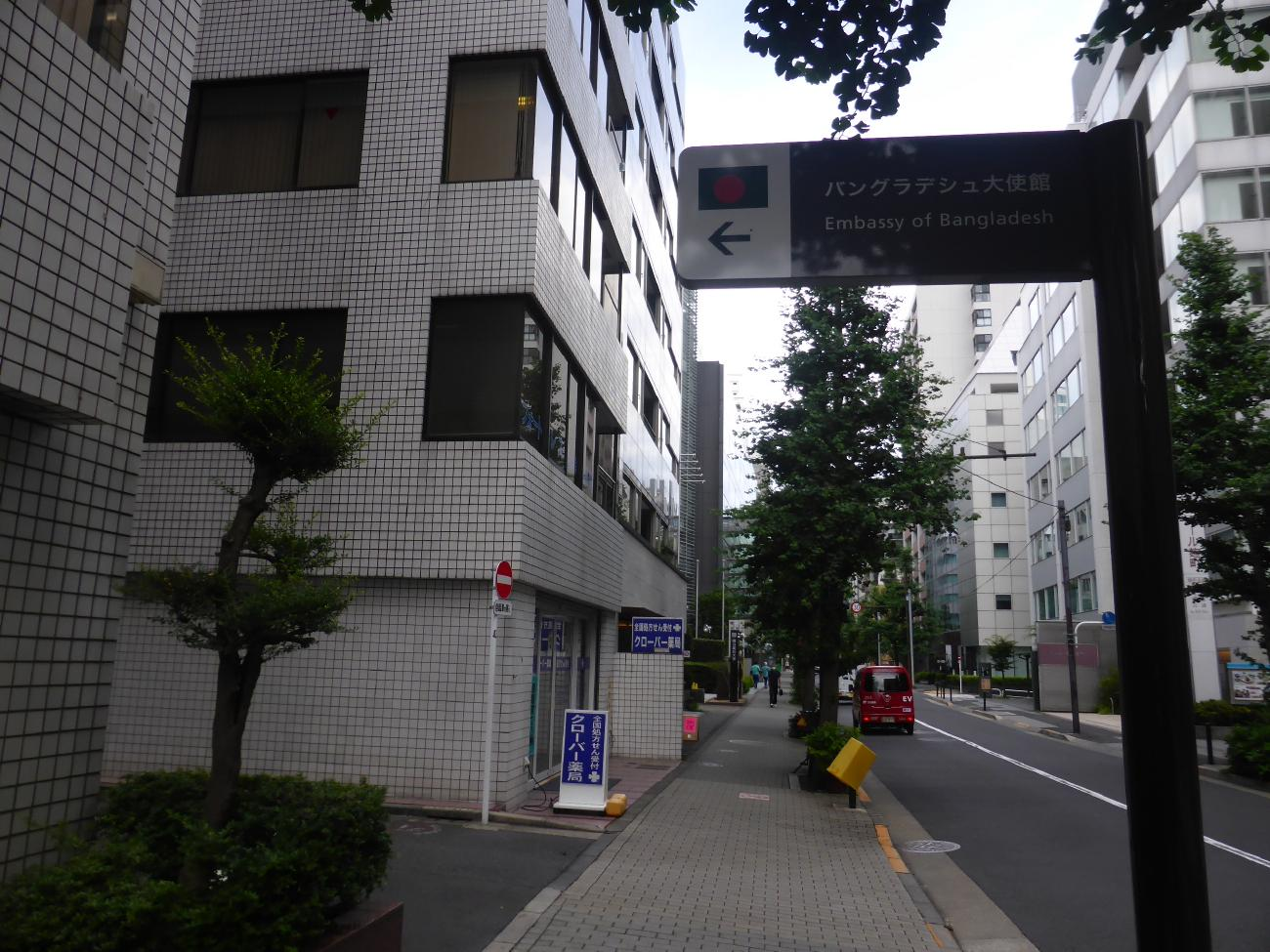
バングラデシュ大使館へ続く路地を示す標識
バングラデシュ大使館の表札
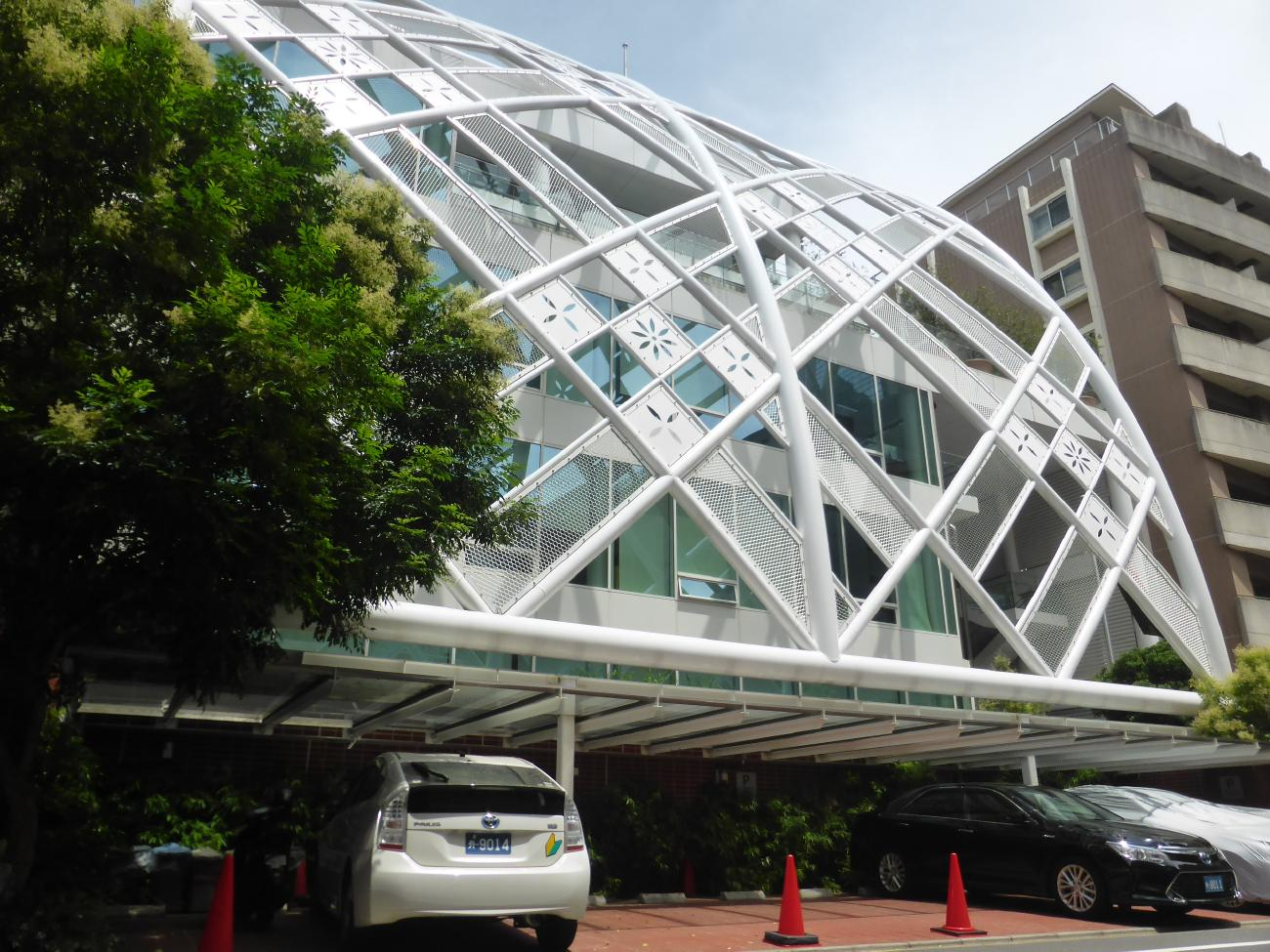
バングラデシュ大使館の日よけ